# コミュニティ・マート
コミュニティ・マートとは商業施設の一形態。飲食店や小売店などが集うショッピングセンターのような形であるが、そこでは商店に加えて広場などの公共施設を充実させることで地域住民の憩いの場としても機能するようにされている。集会場や文化施設や産業会館や消費者センターなども併設された複合施設となっている場合もある。